# Conothele varvarti
Conothele varvarti is een spinnensoort in de taxonomische indeling van de valdeurspinnen (Ctenizidae).
Het dier behoort tot het geslacht Conothele. De wetenschappelijke naam van de soort werd voor het eerst geldig gepubliceerd in 2009 door Siliwal et al..